# St. Peter und Paul (Schafshill)
Koordinaten: 48° 55′ 32″ N, 11° 37′ 46″ O

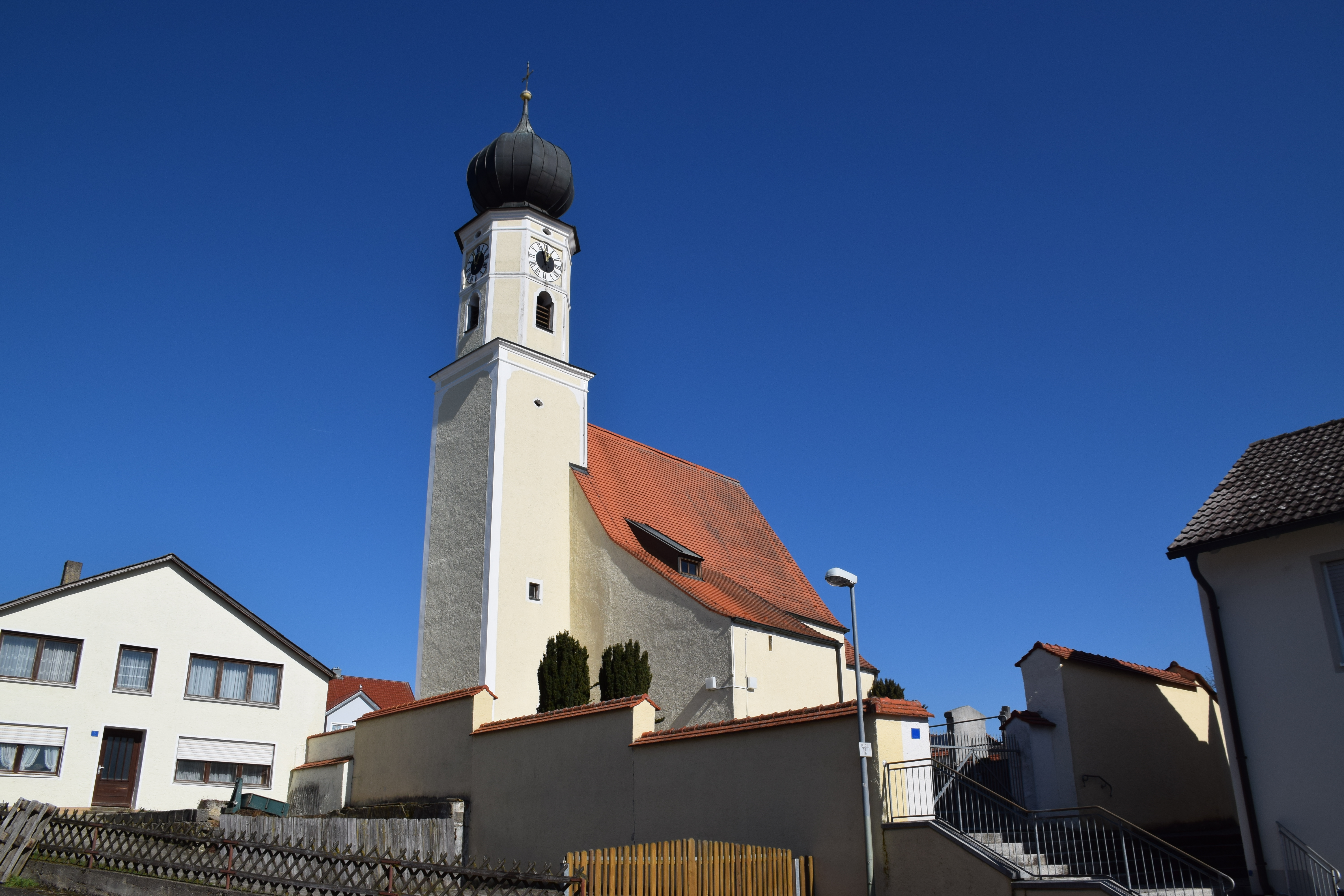
Kirche St. Peter und Paul in Schafshill

Die Kirche St. Peter und Paul ist ein Sakralbau aus dem 14. Jahrhundert in Schafshill in der Gemeinde Altmannstein im Landkreis Eichstätt in Oberbayern.
Sie ist eine Filialkirche der Pfarrgemeinde Schamhaupten. Das Patrozinium der Kirche wird am 29. Juni gefeiert.

## Baugeschichte und Außenbau
Die Filialkirche St. Peter und Paul liegt etwas erhöht am Nordrand des Dorfes inmitten angrenzender Gutshöfe. Von Süden führt eine steile Treppe auf den mauerumfriedeten Kirchhof. Bei der heutigen Kirche handelt es sich um einen frühgotischen Bau aus dem 14. Jahrhundert.
An einen eingezogenen quadratischen Chor schließt sich das Langhaus an. Westlich vorgelagert erhebt sich der dreigeschossige, von einer Zwiebelhaube bekrönte Turm, in dessen Südseite sich das Kirchenportal befindet. Laut einer Glockeninschrift stammt der heutige Turm aus dem Jahr 1811. Im westlichen Teil der südlichen Langhauswand ist ein wuchtiger Anbau, dessen enorme Mauerstärke auf einen mittelalterlichen Ursprung hindeutet. Hier handelt es sich vermutlich um den Sockel des mittelalterlichen Turmes. Der ehemalige südliche Zugang zur Kirche ist auch heute noch an einer Ausnischung in der Innenwand sichtbar.
Im 18. Jahrhundert wurde die Sakristei nördlich des Chors mit Tonnengewölbe und Stichkappen errichtet und das Langhaus neu gedeckt. Das Langhaus öffnete man durch zwei große Rundbogenfenster. Der alte Turm wurde abgetragen und als Emporenaufgang umgestaltet. Eine farbkräftige neugotische Ausmalung des Innenraumes wurde im Verlauf einiger Renovierungen des 20. Jahrhunderts wieder entfernt.

## Innenraum und Ausstattung
Das Langhaus ist flach gedeckt, die Decke zieren vier stuckierte Rosetten und ein umlaufendes Hohlkehlenprofil. Die Westwand wird von einer Empore eingenommen, auf der sich ein Orgelprospekt in Neurenaissance-Formen erhebt. Der kreuzrippengewölbte Chor zeigt deutliche Formen des Vorgängerbaus: Die Auflager der Rippen bestehen aus figürlichen Konsolen (weibl. Kopf bzw. bärtiges Männerhaupt) und enden in einer Sternrosette. An der südlichen Chorwand unterhalb des Rundbogenfensters ist eine bemerkenswerte gotische Sakramentsnische eingemauert (zweite Hälfte des 14. Jahrhunderts).
Die barocke Ausstattung der Kirche stammt aus der Zeit um 1720. Der Hochaltar erhebt sich über vier Säulen, die äußeren davon gedreht und von geschnitzten Akanthusranken hinterfangen. Über einem verkröpften Gebälk erhebt sich eine Segmentgiebel-Ädikula, flankiert von Sprenggiebel-Schenkeln, darauf zwei Putten. Den Mittelteil des Hochaltars bildet ein großer Schrein, darin die Figur einer nazarenischen Immaculata aus der Mayer’schen Hofkunstanstalt (ca. 1875–1899), flankiert von barocken Figuren der Kirchenpatrone Petrus und Paulus. Der südliche Seitenaltar (ca. 1735–1749) präsentiert sich als Zweisäulen-Ädikula, im Mittelteil steht in einer Nische die Schnitzfigur des Hl. Wendelin. Im geschweiften Auszug Gemälde mit Halbfigur des Hl. Blasius. Der Altar war früher wohl ein Marienaltar (vgl. Marien-Symbol im Auszug), die Figur des hl. Wendelin könnte aus dem Mittelschrein des Hochaltars stammen, zumal der Heilige im barocken Inschriften-Tondo an der Chorbogen-Stirnwand neben Petrus und Paulus namentlich genannt wird. Im Tabernakelschrein steht eine barocke Skulptur des Heilands an der Geißelsäule. Etliche Figuren im Langhaus entstammen der Zeit der barocken Neuausstattung der Kirche: Hl. Wendelin (nördliche Seitenschiffwand), Maria mit Kind auf Wolkenthron (nördl. Chorstirnwand, evtl. aus dem Mittelschrein des Seitenaltars), Kruzifixus (barockes Vortragekreuz), zwei Leuchterengel als Aufsätze von Tragestangen.
An den Seitenwänden hängt ein neubarocker Kreuzwegzyklus (Ende 19. Jahrhundert Öl auf Metall). Die Kirchenbänke der Barockzeit mit geschnitzten Eichenholzwangen sind großteils original erhalten.
Die bis zu Beginn des 20. Jahrhunderts vorhandene Glocke ohne Inschrift (14. Jahrhundert) ist verloren, heute hängen im Turm drei neuere Glocken der Firma Hahn aus Landshut.

## Bedeutung
Die Kirche fügt sich harmonisch in das Dorfbild von Schafshill und bildet bis heute den traditionellen geistlichen Mittelpunkt des Ortes. Die Ausstattung ist ein schönes Beispiel für die ländliche Barock- und Rokoko-Bildhauerei der Region. (Vgl. Liste der Baudenkmäler in Altmannstein, Schafshill.)